# カノムタンテーク
カノム・タンテーク（タイ語: ขนมถังแตก）、あるいは貧者のパンケーキとは、タイにおける菓子の一種で、泡状に膨らんだ表面部分に具材を乗せたパンケーキである。タイでは露店で販売されており、寺院の縁日の名物菓子である。かつては、寺院の縁日でしか見られなかったが、現在では多くの市場や路上の露店でも見られる。
字義的には「タンテーク」は「壊れたバケツ、樽」の意であるが、慣用的に破産、あるいは破産した人の意でも用いられる表現であるため、この菓子は貧者のパンケーキとも称される。名称の由来としては、カノムタンテックが安価な菓子であるため貧しい人でも手が届くことに因むという説があるものの、この菓子を作る時に泡がはじけることに因んでいると考えられている  。
カノムタンテックは、米粉とココナッツミルク（卵や卵白を入れる製法もある）を混ぜたものに、細切りのココナッツ、砂糖、ゴマなどを加えて作る。甘納豆やニンニク、コショウなど、他の具材を加えることもある。パンダン（バイトーイ）果汁を加えて緑色にしたり、香りを付ける製法もある 。